# Ed Tapscott
Ed Tapscott, né le 11 juin 1953, est un entraîneur et dirigeant américain de basket-ball.